# 西爾維奧·貝魯斯柯尼召雛妓案

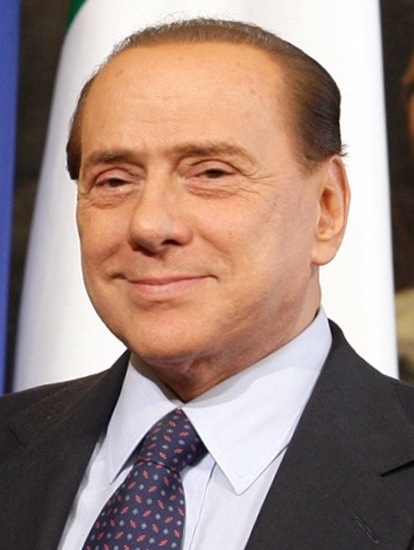
西爾維奧·貝魯斯柯尼

西爾維奧·貝魯斯柯尼召雛妓案是指前義大利總理西爾維奧·貝魯斯柯尼涉嫌在2010年2月和5月前往摩洛哥，與當地尚未成年的夜總會卡巴萊舞女、綽號「偷心露比」的卡瑞玛·艾尔·马瑞（Karima El Mahroug）進行性交易。另外這次案件也指控艾尔·马瑞在遭到警方拘留後，貝魯斯柯尼濫用職權與警方高層通話並且謊稱其與當時埃及總統穆罕默德·胡斯尼·穆巴拉克有血緣關係。此外貝魯斯柯尼還以個人名義，邀請當地年輕女子參與其在阿爾科雷米蘭別墅內舉辦的派對。

儘管檢調機關指控貝魯斯柯尼藉由其政府職位之便而犯下與未成年少女性行為等醜聞而犯下刑事罪刑，且調查人員認為已經有足夠的證據來要求合法地監看貝魯斯柯尼與其同僚的手機訊息；對此貝魯斯柯尼否認了關於召雛妓案等的指控，而他的律師則表示調查結果荒謬且沒有任何根據。2013年6月24日，義大利法院以與未成年妓女發生性行為以及濫用權力而判處貝魯斯柯尼7年的有期徒刑，並且終身禁止擔任公職，而貝魯斯柯尼則表示將會繼續上訴到法院認定其無罪為止。

## 外部連結
- （德文） "Ich gebe Ihnen den Ministerpräsidenten, denn es gibt ein Problem" （页面存档备份，存于）
- （德文） "Ich habe fünf Millionen gefordert, und er hat zugesagt" （页面存档备份，存于）
- （德文） Das Geld und die Mädchen （页面存档备份，存于）